# Seán Mac Eoin
 (mars 2018).
Seán Mac Eoin, né le 30 septembre 1893 Bunlahy, Granard (Comté de Longford) et mort le 7 juillet 1973, est un homme politique et soldat Irlandais appartenant au Fine Gael. Il est communément appelé le « Forgeron de Ballinalee ».

## Biographie

### Enfance
Seán Mac Eoin, né John Joseph McKeon le 30 septembre 1893 à Bunlahy, est le fils aîné de Andrew McKeon et Catherine Treacy. Après ses années d'école, il apprend le métier de forgeron avec son père avant de reprendre la forge familiale ensuite. Il déménage à Kilinshley, dans le district de Ballinalee dans le Comté de Longford pour établir une nouvelle forge.
Il rejoint la Royaume-Ligue Irlandaise en 1908. Ses activités en tant que nationaliste Irlandais commencent véritablement en 1913, quand il a rejoint la Société Clonbroney des Volontaires Irlandais et s'engage dans l'Irish Republican Brotherhood à la fin 1913.

### Leader de l'IRA

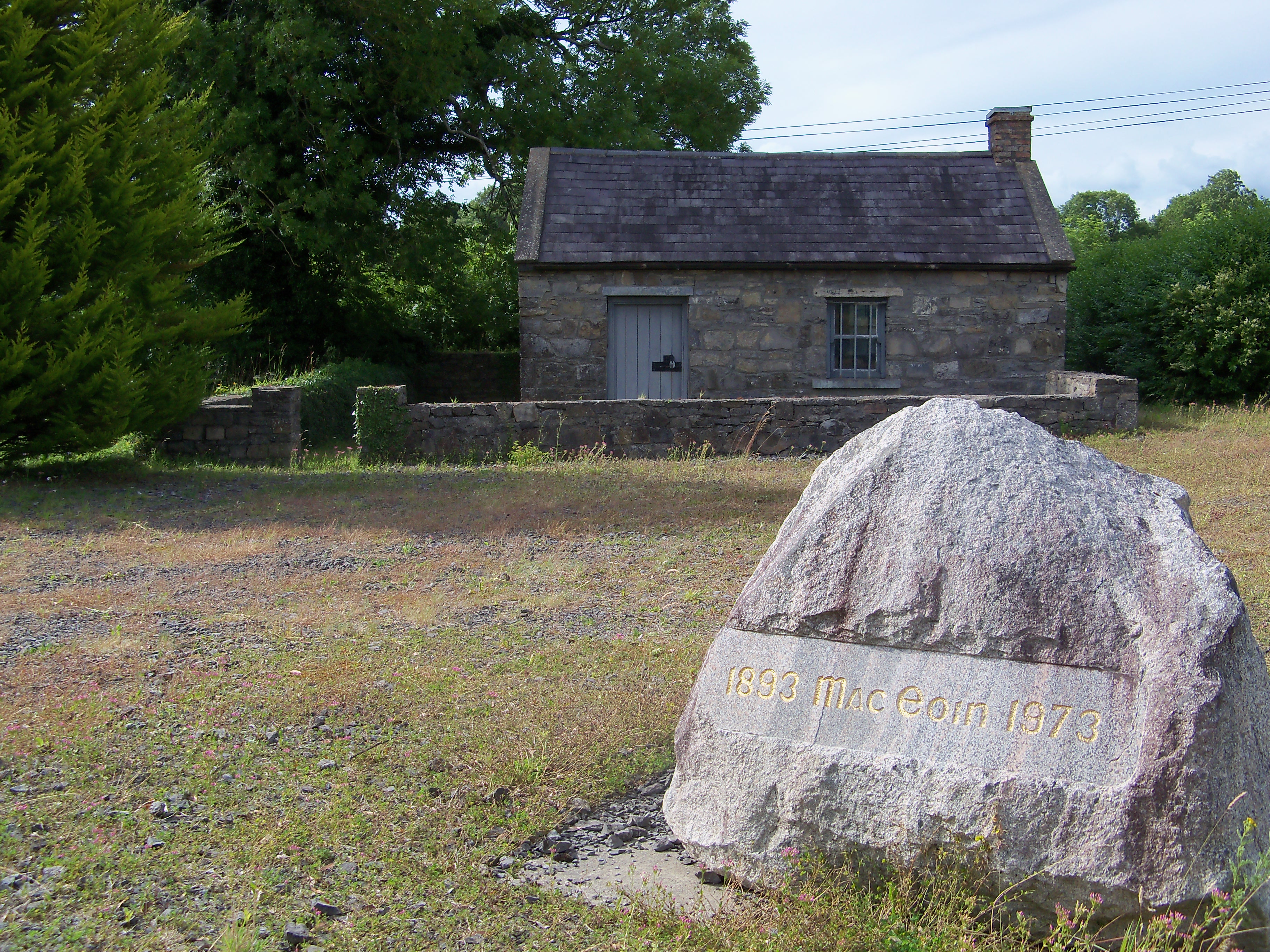
Seán Mac Eoin site du travail à Ballinalee, Irlande

Au vu de son importance dans la Guerre d'Indépendance en tant que chef d'une colonne volante de l'Armée Républicaine Irlandaise (IRA). En novembre 1920, il dirige la brigade de Longford dans l'attaque des forces de la Couronne dans le Granard au cours de l'une des représailles périodiques du gouvernement, les forçant à se retirer dans leurs casernes. Le 31 octobre, l'Inspecteur Philippe St John Howlett Kelleher de la Royal Irish Constabulary (CIR) est abattu dans l'hôtel Greville Arms de Kiernan à Granard. Les forces paramilitaires de la police britannique sont chargées de mettre le feu à des parties de la ville. Le lendemain, MacEoin tient le village de Ballinalee situé sur la route de Longford entre Longford et Granard. Ils se montrent supérieurs aux forces Britanniques, les forçant à battre en retraite et abandonner leurs munitions. Dans une autre attaque, le 8 novembre, MacEoin mène ses hommes contre le CIR à Ballinalee. Le gendarme Taylor âgé de 18 ans est tué. Constable E Shateford et deux autres sont blessés. L'histoire est que la petite garnison a chanté Dieu sauve le Roi, quand ils ont pris position pour riposter.
Le 2 février 1921, le Longford IRA prend en embuscade une des forces Auxiliaires Britanniques sur la route à Clonfin, à l'aide d'une mine qu'il avait planté. Deux camions sont impliqués, le premier soufflé vers le haut, et le second est mitraille par la rapidité de tir au fusil. L'inspecteur d'arrondissement Lt-Cmdr Worthington Craven est touché par deux balles et décède. L'inspecteur d'Arrondissement Taylor est touché à la poitrine et à l'estomac. À l'embuscade de Clonfin, Mac Eoin ordonne à ses hommes des soins pour les blessés Britanniques, au détriment de la capture de l'armement. Cela lui vaut des éloges et des critiques, mais se transforme en coup de pouce de la propagande pour l'effort de guerre, en particulier aux États-Unis. Il est admiré par beaucoup au sein de l'IRA, de diriger pratiquement la seule colonne effective dans la région des midlands. En juillet 1920, il est parmi la majorité des commandants qui sont prêts à signer l'Accord reconnaissant les volontaires de l'Armée de la République. Le Serment d'Allégeance est « aux fins de ratification en vertu de l'Entente en vertu de laquelle les Bénévoles sont sous le contrôle du Parlement ».
L'après-midi du 7 janvier 1921, les forces de la couronne (composée de dix hommes, un officier et neuf soldats) arrivent dans la rue Anne Martin. Le propre testament de McKeon à son procès (qui n'a été contesté par aucune des parties présentes, y compris les neuf soldats survivants) stipule que : « J'étais à la table d'écriture quand j'ai été informé de l'avance de la partie. Je me trouvais en uniforme partiel, avec une ceinture de Sam Browne et un revolver avec deux bombes Mills no 4. Dans la maison, je devais sortir car je ne pouvais pas les mettre en danger. Comme cet officier et la police avaient déjà signifié à ma sœur et à ma mère leur intention de me tirer dessus à vue, j'ai décidé de leur donner une course pour leur argent. J'ai ouvert le feu avec mon revolver, le dossier principal est tombé, puis le deuxième fichier de la passerelle a ramené leurs fusils, puis j'ai lancé une bombe et j'ai sauté derrière le porche. Quand il a éclaté et que la fumée s'est dissipée, j'ai vu que toute la force avait disparu, sauf l'officier qui était mort ou mourant dans la rue. Le 5 février, The Anglo-Celt a publié un article affirmant la découverte du corps de William Chalmers, un fermier protestant local. M. Elliott était également un agriculteur, dont le corps a été retrouvé le 30 janvier, couché dans une tourbière.
Mac Eoin est capturé à la gare de Mullingar, en mars 1921, emprisonné et condamné à mort pour le meurtre d'un inspecteur de la CIR.
La forge familiale de Mac Eoin est près de Currygrane, comté de Longford, la maison familiale de Henry Wilson, le CIGS britannique. En juin 1921, la mère de MacEoin (qui appelait son fils «John» dans sa lettre), son propre frère Jemmy et le vicaire local de l'Église d'Irlande demandèrent à Wilson de gracier la clémence, pour les deux derniers individus. Trois auxiliaires avaient déjà donné des références de caractère en son nom après les avoir traités avec courage à l'Embuscade de Clonfin en février 1921. Cependant, Nevil Macready, commandant en chef britannique en Irlande, confirma la condamnation à mort ; il a décrit Mac Eoin comme « rien de plus qu'un meurtrier », et écrit qu'il était probablement responsable d'autres « atrocités », mais aussi plus tard enregistré dans ses mémoires que Mac Eoin était le seul homme IRA qu'il avait rencontré, à part Michael Collins, avoir un sens de l'humour. Son commandant en second était de North Roscommon. Sean Connolly a mené une brillante carrière à la tête de la brigade Leitrim.

Mac Eoin écrit une lettre à son ami et camarade de classe au Moyne École latine), Père de Jim Sheridan, un combattant dans l'Ancien de l'IRA et un Flying Colonne membre qui avait été ordonné et envoyé à Milwaukee pour l'étude de la théologie : 

« Dear Jim, Last week I was tried, convicted and sentenced to die three weeks from today. My poor mother was here yesterday to request that my body be turned over to her for Christian burial. They refused and told her that my body would be buried in quicklime in the prison yard. If you write immediately, I will receive your letter before I died. Farewell, Jim. Pray for my soul. »

Selon Oliver St John Gogarty, Charles Bewley a écrit le discours de mort de Mac Eoin. Michael Collins a organisé une tentative de sauvetage. Six volontaires de l'IRA, dirigés par Paddy O'Daly, ont capturé une voiture blindée britannique et, portant des uniformes de l'armée britannique, ont obtenu l'accès à la prison de Mountjoy. Cependant, Mac Eoin n'était pas dans la partie de la prison qu'ils croyaient, et après quelques tirs, le groupe se retira.
En quelques jours, Mac Eoin est élu à la chambre basse à l'élection générale de 1921, en tant que Teachta Dála (TD) pour Longford–Westmeath.
Il est finalement libéré de prison, avec tous les autres membres de la chambre basse — après que Collins ait menacé de rompre les négociations sur le traité de Londres, à moins qu'ils ne soient libérés.

## Traité et Guerre Civile
Dans le débat sur le Traité Anglo-Irlandais, Mac Eoin soutient la proposition d'Arthur Griffith qui est de l'accepter.
Mac Eoin rejoint l'armée nationale et est nommé Commandant occidental du GOC en juin 1922. Pendant la guerre civile irlandaise, il pacifie l'ouest de l'Irlande pour le nouvel État libre, marchant par la route jusqu'à Castlebar et reliant une expédition maritime à Westport. Sa carrière militaire décolle par la suite: il est nommé au Camp d'entraînement du GOC Curragh en août 1925, quartier-maître général en mars 1927 et chef d'état-major en février 1929.

### Carrière politique

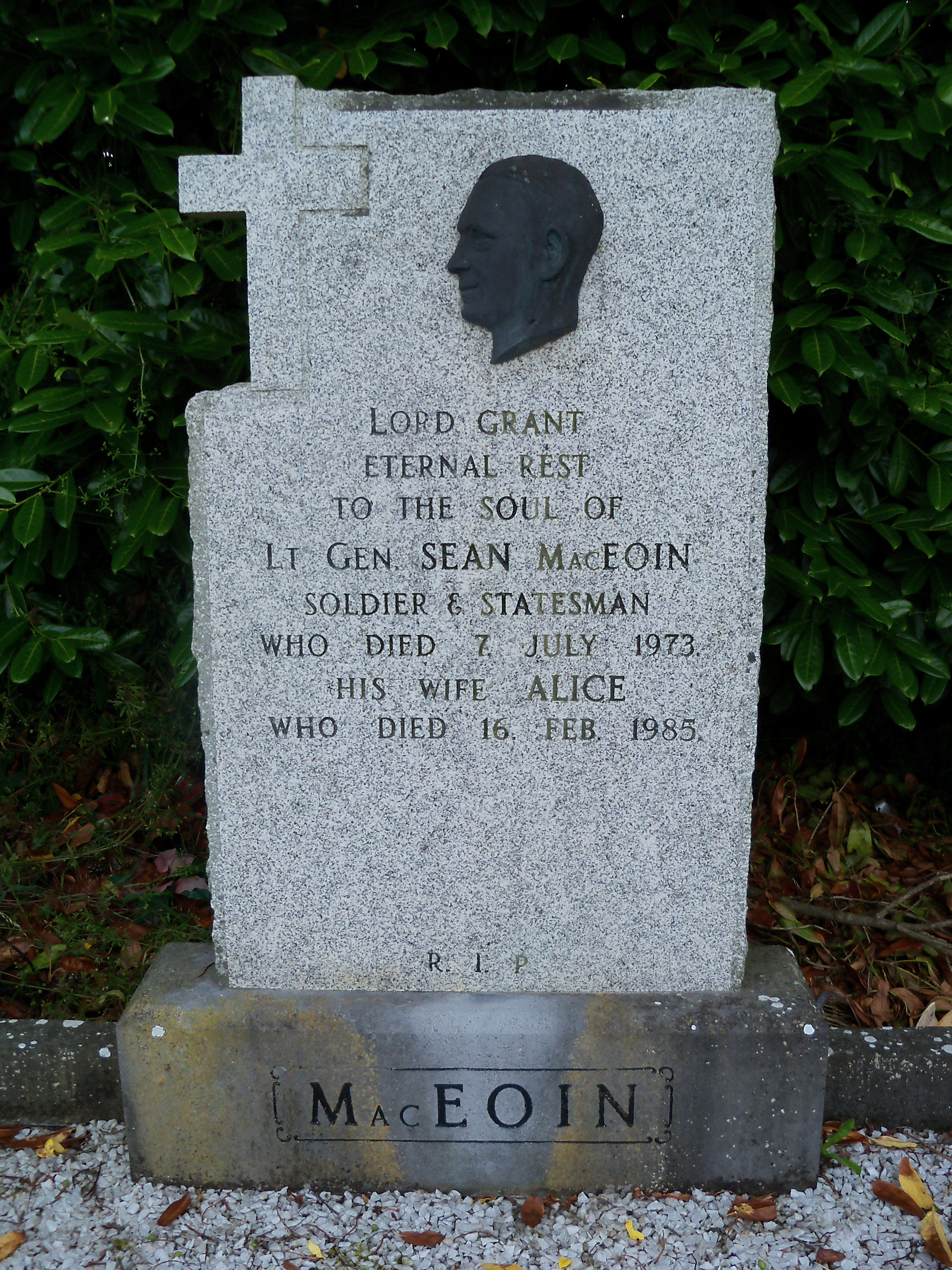
Tombe de Seán Mac Eoin à Ballinalee, Irlande

Il démissionne de l'armée en 1929 et est élu lors d'une élection partielle à Dáil Éireann pour la circonscription de Leitrim-Sligo, représentant Cumann na nGaedheal. À l'élection générale de 1932, il retourne dans la circonscription de Longford-Westmeath et, avec la fusion de Cumann naGaedheal en Fine Gael, continue de représenter la région de Longford en tant que circonscription de Longford-Westmeath (1932-1937, 1948-1965) ou Athlone-Longford (1937-1948) jusqu'à sa défaite aux élections générales de 1965.
Au cours d'une longue carrière politique, il est Ministre de la Justice (février 1948 – mars 1951) et ministre de la Défense (mars–juin 1951) dans le Premier entre partis du Gouvernement, et de nouveau Ministre de la Défense (juin 1954 – mars 1957).
Il est deux fois candidat à la présidence de l'Irlande sans succès, contre Seán T. O'Kelly en 1945 et Éamon de Valera en 1959.
Mac Eoin se retire de la vie publique après les élections générales de 1965 et meurt le 7 juillet 1973. Il épouse Alice Cooney le 21 juin 1922, lors d'une cérémonie à laquelle assistent Griffith et Collins; elle est décédée le 16 février 1985. Ils n'ont pas d'enfants.